# Air Tractor AT-300
Air Tractor AT-300 je družina agrikulturnih letal ameriškega proizvajalca Air Tractor ("zračni oz. leteči traktor"). Prvič je poletel leta 1973. AT-300 ima fiksno pristajalno podvozje z repnim kolesom. Med motorjem in kokpitom se nahaja 1200-1460 litrski rezervoar za razpršilo.

## Različice
- AT-300 - prototip in prve proizvodne verzije z motorjem Pratt & Whitney R-985 in 1200 L rezervoarjem
- AT-301 - glavni proizvodni model z motorjem Pratt & Whitney R-1340
  - AT-301B - AT-301 s 1320 L rezervoarjem
- AT-302 - verzija s turbopropelerskim motorjem Lycoming LTP101
  - AT-302A - AT-302 s 1460 L rezervoarjem

## Specifikacije (AT-301A)
- Posadka: 1 pilot
- Kapaciteta: 320 am. galon (1.210L) razpršila
- Dolžina: 27 ft 0 in (8,23 m)
- Razpon kril: 45 ft 1¼ in (13,75 m)
- Višina: 8 ft 6 in (2,59 m)
- Površina kril: 270 ft2 (25,08 m2)
- Prazna teža: 3800 lb (1.723 kg)
- Gros teža: 7400 lb (3.492 kg)
- Motor: 1 × Pratt & Whitney R-1340 bencinski zvezdasti motor, 600 KM (447 kW)

- Največja hitrost: 168 mph (270 km/h)
- Dolet: 540 milj (869 km)
- Hitrost vzpenjanja: 1600 ft/min (8,1 m/s)